# Ионино (Удомельский район)
Ионино — деревня в Удомельском городском округе Тверской области.

## География
Деревня находится в северной части Тверской области на расстоянии приблизительно 18 км на север-северо-восток по прямой от железнодорожного вокзала города Удомля.

## История
Деревня известна с 1545 года. В 1861 году владение помещика Шахонского. В 1860-х годах сгорела и долго потом восстанавливалась. Здесь было учтено дворов (хозяйств) 12 (1859 год), 12 (1911), 16 (1958), 3 (1986), 3 (2000). В советский период истории здесь действовали колхозы «Ионино», им. Калинина, «Мир» и совхоз «Куровский» ". До 2015 года входила в состав Куровского сельского поселения до упразднения последнего. С 2015 года в составе Удомельского городского округа. Ныне опустела.

## Население
Численность населения: 78 человек (1911), 44 (1958), 3 (1986), 2 (русские 100 %) в 2002 году, 1 в 2010.